# Source de Carville

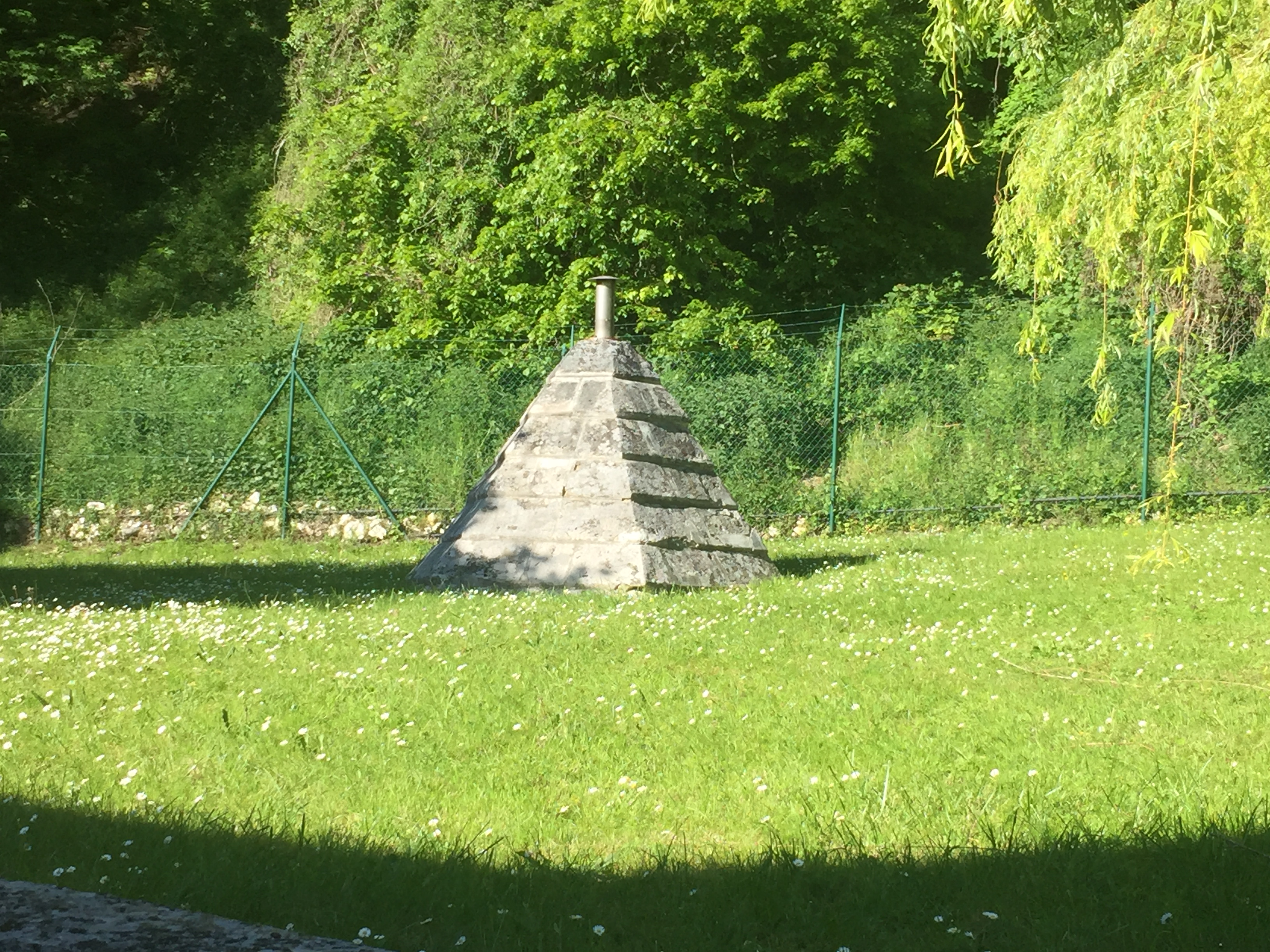
Le sommet de la pyramide de la citerne de la source de Carville aujourd'hui.

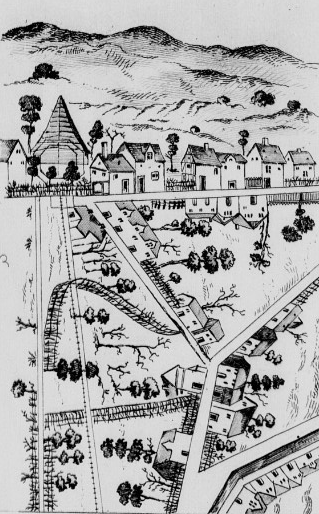
La source de Carville sur une lithographie d'après le Livre des Fontaines de Jacques Le Lieur de 1525. On voit notamment, en haut à gauche, la pyramide de Carville.

La source de Carville, aussi nommée source de Darnétal, est une source d'un ruisseau rejoignant le Robec se trouvant sur la commune de Saint-Léger-du-Bourg-Denis, à la frontière avec Darnétal, dans l'agglomération rouennaise. Connue depuis longtemps, c'est sur ordre du Cardinal Georges Ier d'Amboise qu'elle fut amenée au Robec entre 1501 et 1525, date à laquelle une citerne octogonale surmontée d'une pyramide de 3 mètres de hauteur dont 1,5 mètre dépasse aujourd'hui du niveau du sol.

## Histoire
Dans son Livre des Fontaines, Jacques Le Lieur fait une mention spéciale à la source de Carville qu'il nomme en français d'alors fontaine de Dernestal, aultrement nommée la fontaine de Carville et dont il relate le détournement à cette époque pour permettre à son eau d'approvisionner le quartier Saint-Hilaire de Rouen, situé à 5 kilomètres à l'ouest. C'est probablement en 1500 ou 1501 que le Cardinal Georges Ier d'Amboise et la commune de Rouen, voyant la ville [de Rouen] avoir indigence et ne estre fournye de eaux au quartier Saint-Hillaire, font l'acquisition de la source d'eau fontaine de Dernestal, aultrement nommée la fontaine de Carville. Auparavant, ils s’étaient concertés et mis d’accord sur cet achat le 17 août 1500. 
Ils entreprennent la construction d'un chenal permettant de relier les eaux s'écoulant depuis la source de Carville jusqu'au Robec tout proche, pour permettre d'achenaler ce plein d'eau à travers la vallée du Robec et de l'Aubette jusqu'aux remparts de Rouen, où la rivière sert à entretenir le niveau d'eau des douves à l'occasion, mais surtout à alimenter le quartier le plus à l'est de Rouen, le quartier Saint-Hilaire, en eau.
Les travaux comprennent un dispositif de plusieurs cuves permettant de laisser partir un trop plein d'eau ou de contenir une quantité de celle-ci. Ces cuves permettent de gérer l'apport d'eau dans le quartier Saint-Hilaire en aval. Une cuve où est la rekeulte des eaues, c'est-à-dire une citerne de captage, est également construite à l'endroit où l'eau sourd de la coste du Roulle, en la paroisse Saint-Léger. Cette citerne, de forme octogonale et de taille assez importante (5 mètres de diamètre), est coiffée d'un cône pyramidal surnommé la pyramide de Carville. Cette pyramide, construite entre 1501 et 1525, était autrefois entièrement visible et à l'air libre, mais les éboulements de terre et de boue depuis la côte du Roule au-dessus l'ont progressivement recouverte, à tel point qu'aujourd'hui, seule la pointe de la pyramide est visible, elle dépasse d'1,50 mètre du sol.